# Ђео (Ђенова)
Ђео је насеље у Италији у округу Ђенова, региону Лигурија.
Према процени из 2011. у насељу је живело 444 становника. Насеље се налази на надморској висини од 114 м.